# Szpital Św. Stanisława w Skierniewicach
Szpital Św. Stanisława w Skierniewicach został otwarty 13 października 1872 roku za staraniem Stanisława Rybickiego. Szpital składał się z dwóch sal jedna dla kobiet druga dla mężczyzn posiadając 14 łóżek oraz z dwóch pokojów zapasowych każdy z jednym łóżkiem. Szpital posiadał pokój operacyjny wraz ze swoją apteką. Dodatkowo było pomieszczenie gospodarcze oraz kuchnia.
Obsługę szpitala stanowili: starszy felczer na etacie, dwóch młodszych felczerów nieodpłatnych, akuszerka, pisarz, gospodyni i posługacz.
Lekarzem kierującym w szpitalu był dr Stanisław Rybicki. 
Szpital na początku miał kłopoty finansowe lecz pod koniec 1873 r. budżet szpitala wrósł i dysponował 1279 rublami przynosząc zyski. Ze szpitala w 1874 r. skorzystało 123 chorych. Dochód szpitala wyniósł 3490 rubli i 84 kopiejki, natomiast wydatki 1296 rubli.
Liczba chorych leczonych w szpitalu nie przekraczała 200 osób rocznie (192 chorych w 1893r. 133 chorych w 1895r.).
Lekarstwa dla pacjentów przyrządzano na miejscu.
W roku 1881 rezerwa finansowa szpitala przekroczyła 12,000 rubli co w planach było wybudowanie większego i nowego szpitala. Zgłoszone projekty napotkały niechęć i opór ówczesnych władz.
Szpital Św. Stanisława funkcjonował do 1895 roku ze względu na przeniesienie szpitala w wydzierżawionym domu. W 1896 roku uzyskano zgodę od Administracji Księstwa Łowickiego na budowę nowego szpitala. Dzięki staraniom Stanisława Rybickiego powstał w Skierniewicach nowoczesny szpital, który otwarto w 1899 r. 